# Pierre Dutillieu
Pierre Dutillieu (Lió, 15 de maig de 1754 - Viena, 28 de juny de 1798) fou un compositor francès.
Viatjà per Itàlia i va compondre la partitura de diversos balls i operetes bufes, sent després nomenat compositor de la cort imperial austríaca el 1791.
Entre les seves obres cal citar:
- Antigona ed Enone, ball (Nàpols, 1788);
- I Burlandesi, ball (Nàpols, 1791);
- Il triomfo d'amore, (Viena, 1791);
- Gli accidenti de la velta, òpera bufa (Viena, 1795), etc.,
- Sis duets per a 10 violins;
- un Concert per a violí.